# Kiescollege voor de Eerste Kamer
De kiescolleges voor de Eerste Kamer (Papiaments: kolegio elektoral; Engels: electoral committee) zijn bestuursorganen van gekozen volksvertegenwoordigers van inwoners van de Caribische openbare lichamen en van Nederlanders die geen ingezetenen zijn. Zij hebben als enige taak het kiezen van de leden van de Eerste Kamer. De zittingsduur van een kiescollege is vier jaar, gelijk aan die van de Eerste Kamer. De kiescollegeverkiezingen vinden tegelijk met de Provinciale Statenverkiezingen plaats. 
De instelling van de drie kiescolleges voor Caribisch Nederland is mogelijk gemaakt bij de grondwetswijziging van 2017. De leden van de Caribische kiescolleges werden voor het eerst 
op 20 maart 2019 verkozen. Stemgerechtigd zijn ingezetenen van de openbare lichamen met de Nederlandse nationaliteit. Voorzitter van het Caribische kiescollege is de gezaghebber.
De instelling van een kiescollege voor niet-ingezetenen is mogelijk gemaakt bij de grondwetswijziging van 2022. Op 15 maart 2023 werden voor het eerst de leden van de kiescolleges voor niet-ingezetenen verkozen. Stemgerechtigd zijn niet-ingezetenen met de Nederlandse nationaliteit. Het kiescollege voor niet-ingezetenen is gevestigd te ’s-Gravenhage. De burgemeester van ’s-Gravenhage is voorzitter van het kiescollege.

## Invoering
Invoering van het kiesrecht voor de Eerste Kamer vormde sinds 2010 een grondwettelijk probleem. Artikel 55 van de Grondwet bepaalde dat de leden van de Eerste Kamer worden gekozen door de leden van de Provinciale Staten. De inwoners van de Caribische openbare lichamen en de niet-ingezetenen met de Nederlandse nationaliteit konden geen invloed op de samenstelling van de Eerste Kamer uitoefenen.
Het (per direct) invoeren van stemrecht voor de Eerste Kamer werd echter wel als noodzakelijk gezien, omdat artikel 4 van de Grondwet bepaalt dat iedere Nederlander gelijkelijk het recht heeft de leden van algemeen vertegenwoordigende organen (zoals de Staten-Generaal) te verkiezen. Ook internationale verdragen als het Europees Verdrag voor de Rechten van de Mens (Eerste Protocol artikel 3) en het Internationaal verdrag inzake burgerrechten en politieke rechten (artikel 25) verplichten Nederland tot het instellen van algemeen kiesrecht.
Bij de grondwetswijzigingen van 2017 en van 2022 werd de instelling mogelijk gemaakt van kiescolleges voor de Eerste Kamer.
2019 · 2023